# Lam de Wolf
Louise Antonia Maria (Lam) de Wolf (Badhoevedorp, 12 februari 1949 – Amsterdam, 19 mei 2025) was een Nederlands beeldend kunstenaar die installaties en monumentale werken vervaardigde, en draagbare objecten en wandkleden ontwierp.

## Biografie
De Wolf is opgeleid aan de Gerrit Rietveld Academie te Amsterdam (1978-1981), waar zij vanaf 1983 ook zelf les heeft gegeven; daarnaast was zij van 2000 tot 2011 verbonden aan het Sandberg Instituut. Voor haar draagbare objecten (sieraden) gebruikte zij materialen als hout en textiel.

## Tentoonstellingen (selectie)
- 2012 - Lam de Wolf, Eindeloos hetzelfde en geen ogenblik gelijk, Galerie Ra, Amsterdam
- 2013 - Lam de Wolf, Zegbaar zichtbaar, Galerie Ra, Amsterdam
- 2014 - Eindeloos hetzelfde en geen ogenblik gelijk, Installaties van Lam de Wolf, CODA, Apeldoorn[2]